# One Magnificent Mile
One Magnificent Mile (o One Mag Mile) es una torre de gran altura de uso mixto terminada en 1983 en el extremo norte de Michigan Avenue en Magnificent Mile en Chicago, en el estado de Illinois (Estados Unidos). Contiene minoristas de lujo en la planta baja, seguida de espacio de oficinas por encima de eso y condominios de lujo en la parte superior. El edificio de 57 pisos y 205,13 metros de altura fue diseñado por Skidmore, Owings & Merrill y en el momento de la construcción era el décimo edificio más alto de Chicago. En 1984, este edificio ganó el Premio a la Mejor Estructura de la Asociación de Ingenieros Estructurales de Illinois.

## Diseño y arquitectura
El edificio fue diseñado por Skidmore, Owings & Merrill con el arquitecto principal colombo-estadounidense Bruce Graham . La estructura revestida de granito rosa español de 57 pisos alcanza una altura de 205,13 metros. El ingeniero estructural  Fazlur Rahman Khan diseñó el sistema de tubos que caracteriza la característica estructura de 4 tubos alargados, similar a la Torre Sears, excepto que estos son hexagonales en lugar de cuadrados. Sus alturas se calcularon para minimizar las sombras de la tarde en la playa, y alcanzan respectivament los pisos 5, 21, 49 y 57.  Los tubos hexagonales se eligieron en parte porque podían ser paralelos tanto a la cuadrícula de calles de la ciudad como a Oak Street Beach.